# Stazione di Adrano Centro
La stazione di Adrano Centro è una fermata della ferrovia Circumetnea a servizio della città di Adrano.

## Storia
Nell'ambito del progetto di ammodernamento della tratta ferroviaria Paternò-Adrano, nel 2009 furono avviati i lavori di costruzione delle nuove stazioni di Santa Maria di Licodia Sud, Santa Maria di Licodia Centro (che a sua volta sostituì la stazione in superficie), Adrano Cappellone (che a sua volta sostituì la stazione in superficie), Adrano Centro (che a sua volta sostitui la stazione in superficie), Adrano Naviccia e Adrano Nord.
La stazione di Adrano Centro è una delle tre nuove stazioni (le altre sono Adrano Cappellone e Adrano Nord, Adrano Naviccia), costruite nell'ambito del programma di interramento della tratta urbana, di attraversamento della città, lunga km 2.2, di cui km 2,086 in galleria.
È posta all'interno della galleria ed è stata inaugurata l'11 giugno del 2011, alla presenza del presidente della Regione Siciliana, delle massime autorità locali e della stessa ferrovia Circumetnea, contemporaneamente al nuovo tracciato e alle altre stazioni adranite.
La stazione è entrata in esercizio il 19 settembre, in concomitanza con l'entrata in vigore dell'orario ferroviario invernale, ed ha sostituito definitivamente la vecchia stazione di superficie; la quale, occasione di questa dismissione, fu inglobata dalla nuova stazione, quindi fu ristrutturata sia all'esterno, sia all'interno, ed esternamente fu dipinta di verde.
Questa stazione venne costruita con la predisposizione ad uso metropolitano, poiché nell'ambito dell'ampliamento delle rete ferroviaria della metropolitana di Catania è previsto che quest'ultima arrivi sino alla stazione di Adrano Nord, passando attraverso le stazioni interrate di nuova costruzione, fra cui questa.

## Strutture e impianti

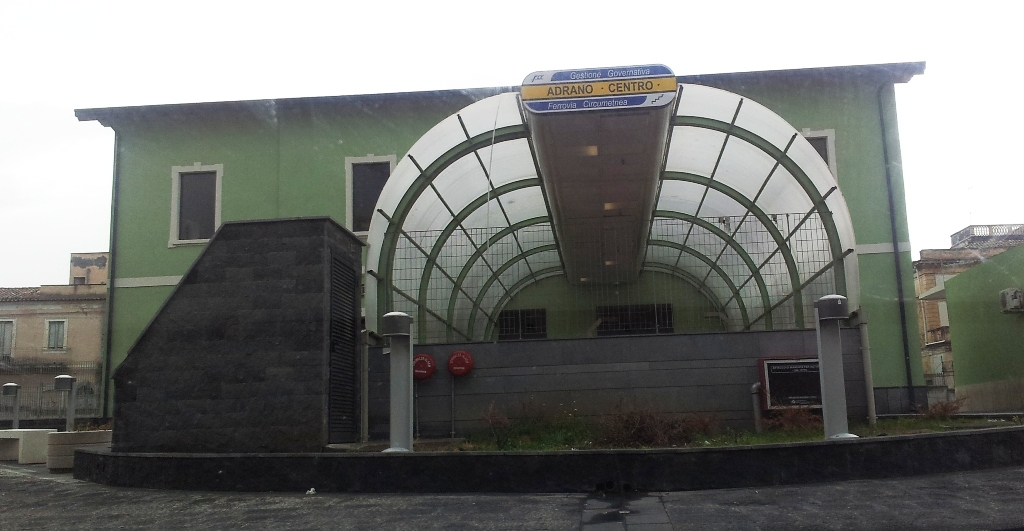
L'ingresso della stazione di Adrano Centro.

La stazione di Adrano Centro è una fermata ferroviaria sotterranea composta da un solo marciapiede che fiancheggia il binario di corsa. L'accesso alla stazione avviene dalla piazza esterna; l'edificio storico della vecchia stazione di Adrano è stato ristrutturato internamente, realizzandovi un ampio atrio a tutta altezza, completo di servizi e biglietteria. Da esso si accede con doppie scale mobili alla banchina sottostante in galleria; l'ambiente è reso vivace dalla colorazione delle piastrelle di rivestimento delle pareti con tinte a fasce orizzontali, che vanno dal giallo tenue all'arancione. All'esterno, il fabbricato è stato integrato da un ampio portale coperto che si protende verso la piazza, anch'essa riqualificata, nella quale avviene l'interscambio con gli autobus della FCE.

## Servizi
La stazione è dotata di:
- Scale mobili;
- Ascensore (non attivo);
- Servizio di video sorveglianza;
- Biglietteria automatica.

## Movimento

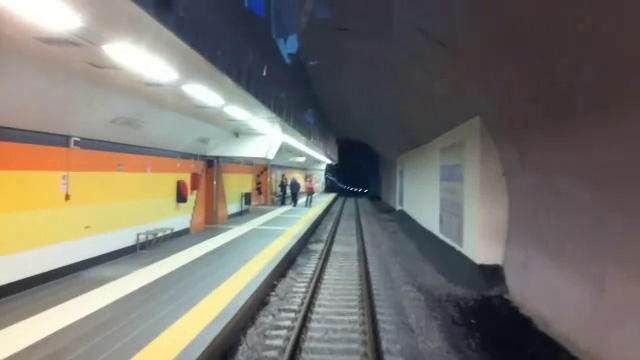
La stazione sotterranea di Adrano Centro, vista dalla cabina di un'automotrice FCE.

L'offerta di treni del 2014 prevedeva 14 treni in arrivo da Catania Borgo e 13 treni viceversa. Riposto era raggiunta da 4 treni di cui uno con rottura di carico a Randazzo. Da Riposto è possibile raggiungere Adrano Centro solo con cambio a Randazzo; da tale località hanno origine treni giornalieri che raggiungono Adrano.